# Estación Kontula

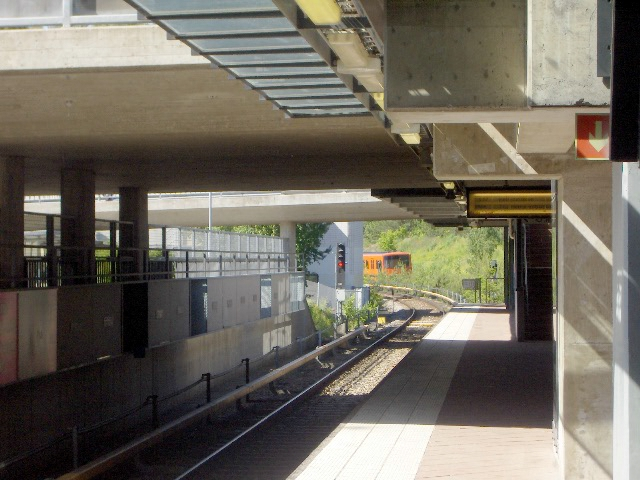
Estación Kontula.

La Estación Kontula (en finlandés Kontulan metroasema; en sueco Metrostationen Gårdsbacka) es una estación del Metro de Helsinki. Sirve al distrito de Kontula, en el este de Helsinki.
La estación abrió el 21 de octubre de 1996, y fue diseñada por el bureau de arquitectos Toivo Karhunen Oy. Está localizada a una distancia aproximada de 1.371 km de la Estación Myllypuro, y a 1.644 km de la Estación Mellunmäki.
- Datos: Q1029180
- Multimedia: Kontula metro station / Q1029180